# 주왕산초등학교
주왕산초등학교는 대한민국 경상북도 청송군 주왕산면 하의리에 있었던 초등학교이다.

## 연혁
- 1946년 9월 1일 부동국민학교 주왕산분교 설립 인가 및 개교
- 1948년 5월 9일 임시 교사 소실
- 1949년 3월 1일 주왕산국민학교 승격 인가
- 1949년 9월 1일 주왕산국민학교 승격 분리
- 1949년 10월 1일 삼의국민학교 개칭
- 1949년 12월 25일 교사 이전
- 1952년 4월 1일 신축 하의교회 건물로 이전
- 1953년 4월 5일 하의리 162번지로 신축 이전
- 1954년 3월 16일 제1회 졸업식
- 1956년 교사 신축 및 이전
- 1959년 태풍 사라호에 의해 교사 유실
- 일자미상 교사 복구
- 1968년 6월 10일 주왕산국민학교 교명 환원
- 1970년 3월 2일 주왕산국민학교 내원분교 설립 인가
- 1970년 3월 30일 내원분교장 개교
- 1980년 3월 1일 내원분교장 폐교 및 본교 통폐합
- 1984년 6월 30일 병설유치원 개원
- 1986년 1월 1일 도서벽지학교 '다'급 지정
- 1989년 1월 1일 도서벽지학교 '라'급 조정
- 1994년 전교생 급식 실시
- 1996년 3월 1일 주왕산초등학교 개편
- 1999년 3월 1일 폐교 및 이전초등학교 통폐합(졸업생 누계: 1,341명)